# Rula Jebreal
Rula Jebreal (en arabe : رولا جبريل; née à Haïfa le 24 avril 1973) est une journaliste et écrivaine palestinienne de nationalité israélienne naturalisée italienne.

## Biographie
Fille d'un commerçant arabe palestinien de Jérusalem-Est et gardien de la Mosquée al-Aqsa et d'une mère marquée par des violences subies à l'adolescence et qui finit par se suicider, elle grandit à Jérusalem et étudie à l'université de Dar-At-Tifel, où elle obtient son diplôme en 1991, alternant études et volontariat dans les camps de réfugiés palestiniens. En 1993, elle obtient une bourse d'études du gouvernement italien pour les étudiants étrangers en soins infirmiers, et s'installe en Italie pour étudier à l'université de Bologne.

### Carrière
En 1997, elle commence à collaborer avec Il Resto del Carlino, Il Giorno et La Nazione, où elle est chargée de la chronique citadine et des questions sociales, et en 1999 elle passe à la politique étrangère, avec une attention particulière pour les conflits du Moyen-Orient. En 2002, en tant que journaliste et activiste du Mouvement palestinien pour la démocratie et la culture, elle participe à une émission de télévision sur LA7, Diario di Guerra.
En 2003, pour la même chaîne, elle commence à traiter la revue de presse des quotidiens en langue arabe et, dans le même temps, coopère avec Il Messaggero comme éditorialiste de politique étrangère. Fin 2003 elle devient présentatrice de l'édition nocturne du journal télévisé de La 7. En juin 2004 elle remporte le prix Mediawatch de la meilleure présentatrice émergente de l'année. En octobre de la même année, elle déménage de Bologne à Rome avec sa fille, Miral, né de sa relation avec l'artiste Davide Rivalta.
En 2005 elle présente Planète 7, rubrique d'approfondissement des affaires étrangères. Durant l'été suivant elle anime le débat quotidien L'Omnibus Été, et par la suite, en octobre, le « thème du jour » de l'émission quotidienne Omnibus, en alternance avec Antonello Piroso. À la suite de son passage sur la Rai, elle est remplacée par Gaia Tortora. Dans la même année, elle remporte le Prix Ischia international de journalisme pour la télévision dans la section jeunesse, réservé aux professionnels de moins de 35 ans.[réf. nécessaire]

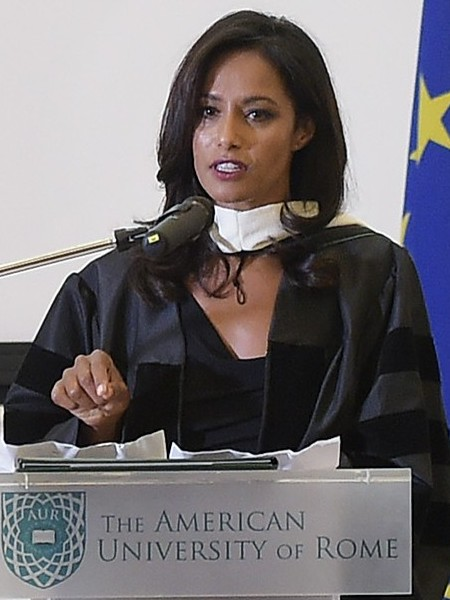
Rula Jebreal à l'université américaine de Rome (septembre 2017)

En février 2006, elle est invitée à l'émission Matrix, où elle reproche au vice-président du Sénat et ministre délégué à la Réforme du gouvernement Berlusconi, Roberto Calderoli, un des principaux représentants de la Ligue du Nord, certaines de ses déclarations sur les immigrants émises à l'occasion d'un rassemblement public. Ceux-ci réagissent en parlant de Jebreal comme « la dame bronzée », en référence à la couleur de sa peau. Des associations et différentes forces politiques condamnent l'expression utilisée par le ministre,,,.
Depuis juin 2007 , elle est auteur et présentatrice de Onda Anomala, un programme hebdomadaire des affaires étrangères diffusé sur la chaîne satellitaire Rai News 24. Elle a publié deux romans sur les problèmes de son pays pour la maison d'édition Rizzoli : La Route des fleurs de Miral (2004), adapté au cinéma avec Miral (dont elle est elle-même scénariste), et L'Épouse d'Assouan (2005). Le 28 septembre 2007, elle publie, toujours pour Rizzoli, l'essai Interdiction de séjour, relatant des entrevues avec des immigrés en Italie.[réf. nécessaire]
En 2008, elle est l'auteur et la productrice d'un événement au Colisée en faveur du moratoire de l'ONU contre la peine de mort. En 2009 , elle produit et présente un programme télévision en Égypte où elle interviewe diverses personnalités locales et du Moyen-Orient, et qui sera salué comme l'émission la plus indépendante dans l'histoire de la télévision égyptienne.
Elle se consacre surtout à la promotion du film Miral dans les salles aux États-Unis. Le film est contesté par des organisations juives qui le jugent pro-palestinien. De son côté le gouvernement israélien essaye d'empêcher la première américaine dans la salle de l'Assemblée générale de l'Organisation des Nations unies le 13 mars 2011 à laquelle assistent des acteurs comme Robert De Niro et Sean Penn. Rula Jebreal rejette les accusations, déclarant : « Ce film est un cri pour la paix...et contre l'utilisation de la violence, d'où qu'elle vienne. ».
Le 4 février 2020 elle intervient au festival de Sanremo avec un monologue qui dénonce les discriminations et les violences faites aux femmes.

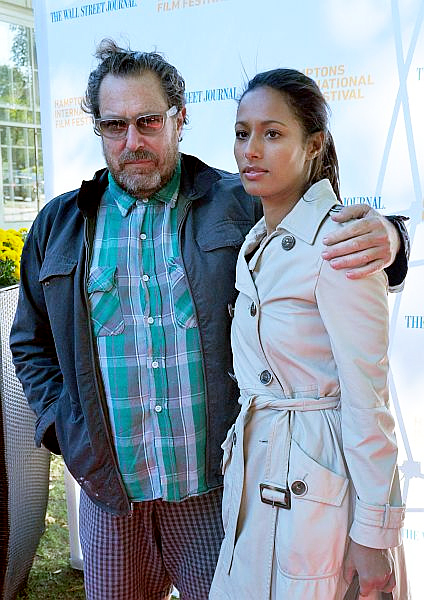
Rula Jebreal et Julian Schnabel en 2010.

### Vie privée
De 2007 à 2011, elle vit à New York avec l'artiste d'origine juive Julian Schnabel, réalisateur du film Miral (2010) et peintre reconnu, qu'elle a rencontré en 2007 lors d'une exposition de peinture à Venise. En 2013, elle épouse le banquier américain Arthur Altschul Jr, fils d'un associé de Goldman Sachs, dont elle divorce en juin 2016, après avoir eu une liaison avec Roger Waters, l'ancien bassiste des Pink Floyd,. En 1997, elle a une fille, Miral, née de sa relation avec l'artiste Davide Rivalta,. En octobre 2004, elle déménage de Bologne à Rome avec sa fille.
Rula Jebreal se déclare musulmane laïque et parle quatre langues : l'italien, l'hébreu, l'anglais et l'arabe.

## Œuvres
- (it) La strada dei fiori di Miral, Milano, Rizzoli, 2004 (ISBN 88-17-00373-5)
- (it) La sposa di Assuan, Milano, Rizzoli, 2005 (ISBN 88-17-00867-2)
- (it) Divieto di soggiorno. L'Italia vista con gli occhi dei suoi immigrati, Milano, Rizzoli, 2007 (ISBN 88-17-01270-X)
- (it) Miral, Milano, Rizzoli, 2010 (ISBN 978-88-17-04160-7)